# Can Ginebra
Can Ginebra – miejscowość w Hiszpanii, w Katalonii, w prowincji Barcelona, w comarce Maresme, w gminie Sant Iscle de Vallalta.
Według danych INE z 2004 roku miejscowość zamieszkiwały 52 osoby.